# Cibadak
Cibadak est une ville d'Indonésie d’environ 100 000 habitants[réf. nécessaire].